# Paris (Kentucky)
Pour les articles homonymes, voir Paris (homonymie).
Paris est une ville du comté de Bourbon, et de l'état du Kentucky, aux États-Unis.
Elle comptait 10 171 habitants  (recensement de 2020) pour une superficie de 17,6 km2.

## Histoire
La ville fut fondée en 1775 sous le nom d'Hopewell. Elle est rebaptisée Paris en référence à la capitale française en 1790 en hommage à l'aide française durant la guerre d'indépendance américaine.

## Géographie
La ville est au nord-est du Kentucky. Elle est à 27 km au nord-est de Lexington et à 100 km au sud de Cincinnati.